# SimEarth
SimEarth ist ein Computerspiel, das ein Ökosystem simuliert. Es wurde von Will Wright entworfen und 1990 von Maxis veröffentlicht. Der Spieler kontrolliert dabei die Entwicklung eines Planeten. Es wurden Varianten für den Apple Macintosh, Commodore Amiga, den IBM PC, das Super Nintendo Entertainment System, Sega Mega CD sowie PC Engine entwickelt. Letztere Version wurde im Jahr 2009 für die Wii Virtual Console erneut veröffentlicht.
Obwohl das Spiel bei seiner Veröffentlichung hoch gelobt wurde, wurde SimEarth, verglichen mit dem vorangegangenen SimCity, nicht zu einem Verkaufserfolg.

## Übersicht
In SimEarth kann der Spieler unter anderem die Eigenschaften der Atmosphäre, Temperatur und der Landmassen eines Planeten einstellen und sodann verschiedene Lebensformen ansiedeln und bei der weiteren Entwicklung beobachten. Das Spiel gibt keine bestimmten Missionsziele vor. Die anspruchsvolle Herausforderung besteht darin, intelligentes Leben und eine fortgeschrittene Zivilisation zu entwickeln. Die Entwicklungsstadien des Planeten können umgekehrt und wiederholt werden, bis der Planet 10 Milliarden Jahre nach seiner Erschaffung „stirbt“. Nach spätestens dieser Zeit, so wird vermutet, wird sich die Sonne in einen Roten Riesen verwandeln und alles Leben auf dem Planeten absterben.
SimEarth simuliert das Gaia-Modell nach Lynn Margulis und James Lovelock (der bei der Entwicklung des Spieles als Ratgeber mitwirkte und eine Einführung schrieb), und ein Spielszenario ist das vereinfachte „Daisyworld“-Modell.
Die Kontrolle über den simulierten Planeten ist sehr umfangreich; Kontrollfenster ermöglichen es dem Spieler, alles von atmosphärischen Gasen über die Geschwindigkeit der Kontinentaldrift bis hin zur Reproduktions- und Mutationsrate der Lebensformen zu regulieren. Zusätzlich erhält der Spieler verschiedene Werkzeuge, die in die Entwicklung des Planeten eingreifen, wie z. B. Sauerstoff-Generatoren, die die Atmosphäre mit Sauerstoff anreichern, oder den Monolithen, eine Anspielung auf jenen in 2001: A Space Odyssey, der die Entwicklung von Intelligenz fördert.
Die Liste von Katastrophen reicht von natürlichen Vorkommnissen wie Hurrikanen und Feuer zu populationsabhängigen Ereignissen, wie Seuchen und Verschmutzung. Die Auswirkungen auf den Planeten können sehr geringfügig sein oder sehr weitreichend, abhängig von den bestehenden Umständen. So erhöhen vulkanische Eruptionen den Anteil von Staubteilchen in der Atmosphäre und senken die globale Temperatur; Erdbeben unter Wasserflächen können Tsunamis hervorrufen; die Verknappung von Nuklearbrennstoff kann bei Zivilisationen, die von Kernenergie abhängig sind, zu einem Atomkrieg führen.
Alle vom Spieler bewirkten Aktionen haben einen gewissen Preis, der in „Energie-Einheiten“ bzw. „Ω-Einheiten“ angegeben wird. So sind bspw. 50 Einheiten zur Bearbeitung eines einzelnen Terrain-Feldes nötig; es bedarf 500 Einheiten, ein Terraforming-Werkzeug zu bauen. Das Energie-Budget ist abhängig vom Entwicklungsgrad des Planeten und dem gewählten Schwierigkeitsgrad; im einfachsten Modus ist es unbegrenzt.

### Taxa
Eine Eigenschaft des Spieles ist es, dass alle Taxa vielzelliger Tiere dieselben Voraussetzungen haben, weshalb es beispielsweise möglich ist, dass sich intelligente Weichtiere entwickeln. Die beiden einzelligen Taxa, Prokaryoten und Eukaryoten (bzw. Bakterien und Amöben) werden gesondert behandelt. Einige Taxa des Spieles sind radialsymmetrische Tiere, Wale, sowie bekanntere, z. B. Fische oder Vögel. Als Easter Egg gibt es außerdem selbstreplizierende Maschinen, die auftreten, wenn eine Stadt des höchsten Entwicklungsgrades (Nanotechnologie) durch eine nukleare Explosion zerstört wird. Diese Maschinen-Lebensform kann in jedem Lebensraum überleben und ist in der Regel erfolgreicher als alle anderen Lebensformen. Sie ist in der Lage, Intelligenz zu entwickeln und schließlich Städte zu bauen. Zusätzlich gibt es mutierte fleischfressende Pflanzen, die nur zufällig entstehen und nicht vom Spieler angesiedelt werden können. Eine Vielzahl an Insekten begünstigt diese Entwicklung. Auch sie können Intelligenz entwickeln. Zusätzlich zu diesen bekannten Typen gibt es die ausgestorbenen Trichordaten (Tribrachidien). Im Handbuch des Spieles heißt es, „sie taten uns [den Entwicklern] leid, also geben wir ihnen eine Chance, in SimEarth zu überleben“.

## Ähnliche Spiele
- SimLife
- Spore